# Xã Cox Creek, Quận Clayton, Iowa
Xã Cox Creek (tiếng Anh: Cox Creek Township) là một xã thuộc quận Clayton, tiểu bang Iowa, Hoa Kỳ. Năm 2010, dân số của xã này là 380 người.